# Wario Land 4
Wario Land 4 (jap. ワリオランドアドバンス ヨーキのお宝, Wario Rando Adobansu: Yōki no Otakara, deutsch etwa „Wario Land Advance: Yokis Schatz“) ist ein Videospiel der Firma Nintendo. Es ist vom Genre der Action-Adventure, beinhaltet aber auch Elemente eines Jump ’n’ Run und wurde am 21. August 2001 für den Game Boy Advance veröffentlicht.
2008 erschien mit Wario Land: The Shake Dimension ein Nachfolger.

## Handlung
In der Sequenz am Anfang ist zunächst nur eine Stadt bei Nacht zu sehen, bis angezeigt wird, wie ein Schatten aus einem Haus geht und die Person in ein Auto steigt und losfährt. Das Auto überfährt beinahe eine schlafende Katze, und eine Zeitung fällt aus dem Auto. Auf dieser wird angezeigt, dass in einem Dschungel eine Pyramide gefunden wurde, in der sich ein Schatz befinden soll. Dann wird es langsam hell und es wird klar, dass der Fahrer des Autos Wario ist.
Nachdem Wario die Pyramide erreicht und sie betreten hat, fällt er in eine Falltür. Dort findet er ein Einzugslevel, die Hall of Hieroglyphs, in dem dem Spieler auch die verschiedenen Aktionen erklärt werden. Nach dem Level trifft er auf einen Endboss, Spoiled Rotten. Danach schaltet Wario weitere Passagen frei.
Nachdem Wario dort alle Bosse besiegt hat, ist der Weg zur Pyramide freigeschaltet. Dort muss Wario erst die Golden Passage meistern, bevor er sich dem Endboss, der Golden Diva, stellt. Nachdem er sie besiegt hat, stürzt die Pyramide ein. Wario schafft es gerade noch, die Schätze mitzunehmen und bringt diese in seinem Auto heim.
Im Epilog wird eine ähnliche Sequenz wie am Anfang gezeigt, nur ist die Katze diesmal weiß. Diesmal will Wario allerdings nicht auf Schatzsuche, sondern an einem Wettessen teilnehmen.

## Spielprinzip
Der Spieler steuert Wario durch 18 verschiedene Level und sammelt dabei Schlüssel und Puzzleteile (vier pro Level) ein.
16 der Level sind auf die vier Hauptpassagen verteilt, die anderen beiden sind das Tutorial-Level Hall of Hieroglyphs und das letzte Level Golden Passage. In den 16 regulären Level befindet sich zudem eine Audio-CD mit Musik, die nach erfolgreichem Sammeln in einem Sound-Raum angehört werden kann.
Die vier Hauptpassagen sind:
- Emerald Passage (Smaragd-Passage), eine Welt voller Pflanzen.
- Ruby Passage (Rubin-Passage), eine Welt voller Maschinen.
- Topaz Passage (Topas-Passage), eine Welt voller Spielsachen.
- Sapphire Passage (Saphir-Passage), eine Welt voller Geister und Gefahren.

Wario ist nicht mehr unverwundbar wie in den beiden Vorgängern. Er hat jetzt eine Energieleiste, bestehend aus acht Herzen. Wird Wario verwundet, verliert er ein Herz, sind alle Herzen weg, stirbt Wario; es gibt allerdings keine Anzahl an Leben und somit auch kein Game over.
Am Ende jedes Levels befindet sich ein Schalter mit einem Froschsymbol. Springt Wario auf diesen Schalter, beginnt ein Countdown. Nun ist Warios Mission, den Schalter innerhalb des Zeitlimits zu erreichen, da das Portal, durch das Wario hereingekommen ist und sich unmittelbar darauf wieder geschlossen hatte, durch den Schalter wieder geöffnet wurde. Scheitert Wario in der vorgegebenen Zeit daran, verliert er erst alles eingesammelte Geld nach und nach und wenn auch das weg ist, stirbt er. In der Golden Passage landet Wario sogar sofort auf dem Schalter und man hat daher von Anfang an nur wenig Zeit, die Puzzleteile und den Schlüssel zu sammeln.
Im Gegensatz zu Wario Land 2 und Wario Land 3 kann man hier nicht mehr unbegrenzt Münzen sammeln, da Gegner, die einmal besiegt wurden, beim Verlassen eines Raums nicht mehr wiederbelebt werden, es sei denn, sie hinterlassen kein Geld.
Zusätzlich existieren noch Bonusräume, zu denen man durch eine lilafarbene Röhre kommt. Dort gilt es, ein Rätsel zu lösen, um an einen Diamanten oder ähnliches zu kommen.

## Warios Verwandlungen
Die Verwandlungen Elektro-Wario, Wollknäuel-Wario, Unsichtbarer Wario, Zerteilter Wario und Torkel-Wario aus dem Vorgänger sind nicht mehr enthalten. Noch enthalten sind:
- Bienen-Wario: Wario wird, nachdem er von einer Biene gestochen wurde, aufgeblasen und fliegt so lange, bis man an eine Decke stößt.
- Sprungfeder-Wario: Wario wird von einem Hammer getroffen und springt in die Luft. Hier allerdings springt Wario nur einmal.
- Dicker Wario: Wario wird so schwer, dass er härtere Blöcke zertrümmern kann und jeden Gegner bei Berührung tötet.
- Fledermaus-Wario: Wario verwandelt sich durch Berührung mit einer Fledermaus in dieselbige und kann beliebig hoch fliegen. Die Fähigkeit endet, nachdem Wario mit Licht oder Wasser in Berührung kommt. Mit dieser Verwandlung ist Wario komplett unverwundbar.
- Eingefrorener Wario: Wario wird von einem Eisstrahl getroffen und fliegt rückwärts, bis er gegen eine Wand prallt. So kann er auch durch Stacheln hindurch.
- Schneeball-Wario: Wario wurde von Schnee getroffen und wenn er eine Rampe herunterrollt, kann er bestimmte Blöcke zerstören.
- Feuer-Wario: Wario rennt kurz umher und der Spieler kann nur Sprüge und Laufrichtung kontrollieren. Nach kurzer Zeit wird er zu einer Art Flammenball, der bei Berührung Blöcke mit Feuer-Symbol zerstört.
- Blasen-Wario: Wario wurde von einer Blase erwischt und wird bei Berührung der Wasseroberfläche wieder normal. So kann er u. a. auch durch Strömungen hindurch.
- Flacher Wario: Wario wurde plattgedrückt und kann nun auch durch enge Gänge mit z. B. einem Loch hindurch. Die Verwandlung endet, wie fast alle anderen, durch Berührung mit Wasser.
- Zombie-Wario: So kann Wario durch bestimmte Plattformen kommen. Die Fähigkeit endet durch Berührung mit Licht oder Wasser.

War bei Wario Land 2 und 3 bei den meisten Verwandlungen eine bestimmte Musik eingespielt worden, wird nun hier bei jeder Verwandlung die Level-Musik von der Verwandlung abhängig verzerrt.